# La història de l'Amber
La història de l'Amber (originalment en anglès, Amber's Story) és un telefilm estatunidenc dirigit per Keoni Waxman i estrenat el 4 de setembre de 2006 a Lifetime. S'ha doblat al català per TV3, que va emetre'l per primer cop el 12 de desembre de 2020.

## Repartiment
- Elisabeth Röhm: Donna Whitson
- Teryl Rothery: Sharon Timmons
- Myron Natwick: Glen Park
- Sophie Hough: Amber Hagerman
- Jodelle Micah Ferland: Nichole Taylor Timmons
- Zak Ludwig: Ricky Hagerman
- Tim Henry: Jimmie Whitson
- Karen Austin: Glenda Whitson
- Anthony Holland: George Redden
- Michael Adamthwaite: Oficial Perry
- Greg Michaels: Inspector Griffin
- Malcolm Scott: Inspector Cooper